# Dudowe Stawki
Die Dudowe-Seen (polnisch Dudowe Stawki) in Polen sind fünf kleine Gletscherseen im Tal Starorobociańska in der Westtatra. Sie befinden sich in der Gemeinde Kościelisko. In der Nähe der Seen befinden sich die Ornak-Hütte und die Chochołowska-Hütte. 

## Belege
- Zofia Radwańska-Paryska, Witold Henryk Paryski, Wielka encyklopedia tatrzańska, Poronin, Wyd. Górskie, 2004, ISBN 83-7104-009-1.
- Tatry Wysokie słowackie i polskie. Mapa turystyczna 1:25000, Warszawa, 2005/06, Polkart ISBN 83-87873-26-8.